# Кубок африканських чемпіонів 1967
Кубок африканських чемпіонів 1967 — третій розіграш турніру, що проходив під егідою КАФ. Матчі проходили з квітня 1967 року по 26 листопада 1967 року. Турнір проходив за олімпійською системою по два матчі: удома та в гостях. Усього брали участь 18 команд. Чемпіонський титул здобув «ТП Енглеберт» із міста Лубумбаші (ДР Конго).

## Попередній раунд
| Команда 1       | Заг.  | Команда 2             | 1-й матч | 2-й матч |
| --------------- | ----- | --------------------- | -------- | -------- |
| АС Фонксьоннерс | т. п. | Аугустініанс          | —        | —        |
| Сектор 6        | 4-5   | Аль-Іттіхад (Триполі) | 3-2      | 1-3      |

Примітки
1. ↑  «АС Фонксьоннерс» відмовився від участі.

## Перший раунд
| Команда 1             | Заг.  | Команда 2             | 1-й матч | 2-й матч |
| --------------------- | ----- | --------------------- | -------- | -------- |
| Аль-Іттіхад (Триполі) | т. п. | Діамант (Яунде)       | —        | —        |
| Джоліба               | т. п. | Інвінсібл Елевен      | —        | —        |
| Сент-Джордж           | т. п. | Бітумастік            | —        | —        |
| Стад Абіджан          | 2-1   | Моделе (Ломе)         | 2-1      | 0-0      |
| Аль-Хіляль (Омдурман) | 1-4   | Олімпік (Александрія) | 0-1      | 1-3      |
| АС Фонксьоннерс       | 1-3   | Конакрі II            | 0-2      | 1-1      |
| ТП Енглеберт          | 3-3   | Абейе                 | 2-0      | 1-3      |
| Асанте Котоко         | 6-2   | Сент-Луїсьєнн         | 3-2      | 3-0      |

Примітки
1. 1 2 3  «Діамант» (Яунде), «Інвінсібл Елевен» і «Бітумастік» відмовилися від участі.
2. ↑  «ТП Енглеберт» переміг у жеребкуванні.

## Фінальний етап

### Чвертьфінал
| Команда 1             | Заг.  | Команда 2             | 1-й матч | 2-й матч |
| --------------------- | ----- | --------------------- | -------- | -------- |
| Аль-Іттіхад (Триполі) | т. п. | ТП Енглеберт          | —        | —        |
| Джоліба               | 2-1   | Конакрі II            | 2-1      | 0-0      |
| Сент-Джордж           | 5-2   | Олімпік (Александрія) | 3-2      | 2-0      |
| Стад Абіджан          | 3-8   | Асанте Котоко         | 1-3      | 2-5      |

Примітки
1. ↑  Аль-Іттіхад (Триполі) відмовилися від участі.
2. ↑  Олімпік (Александрія) відмовилися від участі.

### Півфінал
| Команда 1     | Заг. | Команда 2   | 1-й матч | 2-й матч |
| ------------- | ---- | ----------- | -------- | -------- |
| Асанте Котоко | 3-2  | Джоліба     | 1-1      | 2-1      |
| ТП Енглеберт  | 4-3  | Сент-Джордж | 3-1      | 1-2      |

### Фінал
| 19 листопада 1967 |

| Асанте Котоко | 1–1 | ТП Енглеберт |
| ------------- | --- | ------------ |
|               |     |              |

| Спортивний стадіон «Кумасі», Кумасі |

| 26 листопада 1967 |

| ТП Енглеберт | 2–2 (дч) | Асанте Котоко |
| ------------ | -------- | ------------- |
|              |          |               |

| «20 травня», Кіншаса |

Після закінчення додаткового часі арбітр оголосив, що визначення переможця буде проведено наступного дня методом жеребкування. Але генеральний секретар КАФ пізніше ухвалив рішення провести додатковий матч, який повинен відбутися 27 грудня на нейтральному полі в Яунде. Однак «Асанте Котоко» на матч не 9'явився (можливо їх не повідомила Футбольна асоціація Гани), тому чемпіонський кубок отримав «ТП Енглеберт»
| Чемпіон Кубка африканських чемпіонів 1967 [[Файл:Flag of the Democratic Republic of the Congo.svg\|border\|border\|100px\|ДР Конго]] ТП Енглеберт (1-й титул) |